# Петросян, Вардан Егишевич
Вардан Егишевич Петросян (арм. Վարդան Եղիշեի Պետրոսյան, фр. Vartan Petrossian, род. 27 февраля 1959 г. в Ереване) — советский и армянский актёр, сценарист и пародист.

## Биография
Вардан Петросян родился в Ереване, Арм. ССР. Его детство прошло в отцовской квартире в городе Ереване, близ реки Гетар. Его отец был ученым, хотя его семья жила скромно. Петросян учился в Ереванском художественном училище им. Терлемезяна, после служил в Советской армии. Когда ему было 22 года, умер его отец. В 1985 году Вардан Петросян вместе с драматургом Ваграмом Саакяном создали свой собственный комедийный театр-студию под названием «Вознинер» (Ёжики).
20 октября 2013 года на 32 км трассы Егвард-Ереван произошла автокатастрофа, в ходе которой погибли двое мужчин 16 летнего возраста, шесть человек получили травмы, в том числе актер Вардан Петросян. Судебный процесс начался 12 марта 2014 года. 29 января 2015 года Вардану Петросяну дали 5 лет лишения свободы и 2 года лишения водить машину. Суд установил, что срок отбывания наказания будет исчисляться, начиная с 6 ноября 2013 года.

## Творчество

### Фильмография
- 2009 — Пожизненно заключённые
- 1998 — Самое последнее танго в Париже-2
- 1993 — По всякому
- 1992 — Самое последнее танго в Париже  Архивная копия от 10 апреля 2019 на Wayback Machine[2]
- 1991 — Глас вопиющий
- 1987 — Трое из нас
- 1987 — Действие
- 1978 — Август
- 1974 — Односельчане

### Видеография
- 2011 — Секс-Ужас
- 2010 — Шутки судьбы
- 2008 — Что делать?
- 2008 — Любовь и ненависть  Архивная копия от 11 апреля 2019 на Wayback Machine
- 2006 — Восстание
- 2004 — В огне
- 2003 — Бенефис
- 2001 — Играем 1700  Архивная копия от 18 апреля 2019 на Wayback Machine
- 1999 — Наш конец
- 1991 — Голос в пустыне

### Театральные выступления и концерты
- 2012 — Господа 50/50 (Театр им. Пароняна, Ереван)[3]
- 2010 — Encourters with art: Vardan Petrosian (арт-центр Кафесджян, Ереван)
- 2010 — Aznavour in Armenie (арт-центр Кафесджян, Ереван)
- 2009 — Признание в театре (Ереванский камерный театр)
- 2009 — Дни, цвета, судьба (Национальный центр эстетики Генрих Игитян, Ереван)
- 2007 — One Vartan Show (Париж)
- 2006 — Вардан Петросян и друзья. С новым годом! (Театр им. Станиславского, Ереван)
- 2006 — Гамлет и достойные в тюрьме (Театр им. Станиславского, Ереван)
- 2004 — Пожизненно заключённые (Кукольный театр, Ереван)
- 2003 — Entre L’Orient et L’Occident (Театр Мариньи, Париж)
- 2002 — Between two mountains (Bristol Riverside Theatre, Пенсильвания, США)
- 2000—1000 и 1 способ (Театр им. Станиславского, Ереван)
- 1999 — Старик и море (Театр им. Станиславского, Ереван)
- 1998 — МАНГО нашего детства (Театр им. Станиславского, Ереван)
- 1997 — Вартан и Чико: I am an Armenian, You are an Armenian (Лос-Анджелес, США)
- 1997 — Наш дядя в вашем дворе (Театр им. Станиславского, Ереван)
- 1997 — В пол шутки, в пол серьёз (Театр им. Станиславского, Ереван)
- 1996 — Вартан Петросян и «Вознинер». Вечера смеха (Театр им. Г.Капланяна, Ереван)
- 1991 — Браво, Браво, Браво (Дворец молодёжи, Ереван)
- 1990 — Предновогодние приключения (Дворец молодёжи, Ереван)
- 1990 — «Вознинер» — Однажды в Армении (Дворец молодёжи, Ереван)
- 1989 — Тот самый Перо (Дворец молодёжи, Ереван)
- 1987—1989 — Скрипка и пила (Дворец молодёжи, Ереван)
- 1981—1985 — «Вознинер» — Телевизионные шутки (Дворец молодёжи, Ереван)